# Carl-Martin Edsman
Carl-Martin Edsman, född 26 juli 1911 i Malmberget i Gällivare församling, död 22 januari 2010 i Uppsala, var en svensk präst och professor i religionshistoria vid Uppsala universitet. Han var måg till Johan Söderlind.

## Biografi
Edsman avlade studentexamen 1930 vid Högre allmänna läroverket på Norrmalm i Stockholm och påbörjade året därpå studier vid Uppsala universitet, där han blev teologie kandidat 1935, teologie licentiat 1938 och teologie doktor 1941. Edsman bedrev även studier vid Sorbonne i Paris åren 1938–1939. Han blev docent på sin doktorsavhandling, men fortsatte sina studier vid Lunds universitet där han blev filosofie doktor 1949. Han var tillförordnad professor vid Lunds universitet 1946–1949, blev preceptor i religionshistoria 1950 samt därefter professor i religionshistoria i Uppsala 1959. Han blev emeritus 1978. Hans vetenskapliga produktion omfattar teologi, religionshistoria, religionspsykologi och religionssociologi.
Edsman blev ledamot av Nathan Söderblom-sällskapet 1941, Kungliga Vetenskapssamhället i Uppsala 1956, Kungliga Humanistiska Vetenskapssamfundet i Uppsala 1958, Kungliga Gustav Adolfs Akademien 1958 och Kungliga Skytteanska Samfundet 1963.

## Utmärkelser
- Riddare av Nordstjärneorden, RNO (1963) [1]